# Saison 1994-1995 du Club athlétique Brive Corrèze
 (juillet 2013).
Si vous disposez d'ouvrages ou d'articles de référence ou si vous connaissez des sites web de qualité traitant du thème abordé ici, merci de compléter l'article en donnant les références utiles à sa vérifiabilité et en les liant à la section « Notes et références ».
 (août 2013).
Cette page présente la saison 1994-1995 du CA Brive Corrèze.

## Entraîneurs
Tout au long de la saison 1994-1995, l'équipe du CA Brive fut entraînée par Jean-Miches Daures (entraîneur en chef), assisté de Pierre Chadebech (ancien trois-quarts du club dans les années 1980), chargé des lignes arrières. Lors de l'assemblée générale qui précéda la saison, Pierre Villepreux démissionna de ses fonctions de directeur technique, notamment en raison de ses désaccords avec les dirigeants cabistes.

## Transferts

### Départs
| Joueur           | Poste(s)               | Nationalité | Destination       |
| ---------------- | ---------------------- | ----------- | ----------------- |
| Stéphane Ricco   | Demi de mêlée          | France      | US Romans Péage   |
| Philippe Boher   | Troisième ligne centre | France      | USA Perpignan     |
| Rodolphe Michaud | Talonneur              | France      | Stade aurillacois |
| Thierry Maurin   | 3/4 centre             | France      | SC Tulle          |
| Gilles Domergue  | 3/4 centre             | France      | Stade aurillacois |

### Arrivées
| Joueur            | Poste(s)             | Date de naissance | Nationalité      | Club précédent            |
| ----------------- | -------------------- | ----------------- | ---------------- | ------------------------- |
| Alain Carminati   | Troisième ligne      | 17/08/1966        | France           | Castres olympique         |
| Grant Ross        | Deuxième ligne       | 02/01/1968        | Nouvelle-Zélande | Stade montois             |
| Laurent Seigne    | Pilier               | 12/08/1960        | France           | RC Mérignac               |
| Bruno Marty       | Demi de mêlée        | -                 | France           | Lyon OU                   |
| Yves Domi         | Troisième ligne aile | -                 | France           | USA Limoges               |
| Laurent Travers   | Talonneur            | 21/10/1968        | France           | CA Sarlat                 |
| Alexandre Péclier | 3/4 centre           | 26/01/1975        | France           | CS Villefranche-sur-Saône |
| Yvan Manhès       | Deuxième ligne       | 23/05/1975        | France           | Stade aurillacois         |

## Effectif 1994-1995
| Nom                 | Poste                        | Nationalité sportive | Dernier club              | Arrivée au club |
| ------------------- | ---------------------------- | -------------------- | ------------------------- | --------------- |
| Didier Doumbia      | Talonneur                    | France               | Formé au club             | 1990            |
| Laurent Travers     | Talonneur                    | France               | CA Sarlat                 | 1994            |
| Alain Bellarbre     | Pilier                       | France               | CA Pompadour              | 1991            |
| Ludovic Jacq        | Pilier                       | France               | US Ussel                  | 1992            |
| Stéphane Trybusch   | Pilier                       | France               | Formé au club             | 1993            |
| Arnaud Boudie       | Pilier                       | France               | Formé au club             | 1992            |
| David Mongis        | Pilier                       | France               | Formé au club             | 1994            |
| Éric Alabarbe       | Pilier                       | France               | Stade Belvèsois           | 1981            |
| Richard Crespy      | Pilier                       | France               | Formé au club             | 1988            |
| Sotele Puleoto      | Deuxième ligne               | France               | -                         | 1993            |
| Didier Blanchet     | Deuxième ligne               | France               | CA Périgueux              | 1993            |
| Bruno Rey           | Deuxième ligne               | France               | Formé au club             | 1992            |
| Christophe Larroque | Deuxième ligne               | France               | Lombez Samatan Club       | 1990            |
| Grant Ross          | Deuxième ligne               | Nouvelle-Zélande     | Stade montois             | 1994            |
| Éric Alégret        | Deuxième ligne               | France               | Formé au club             | 1984            |
| Laurent Charras     | Troisième ligne aile         | France               | Stade toulousain          | 1992            |
| Christophe Salamy   | Troisième ligne aile         | France               | AS Montferrand            | 1992            |
| Nicolas Godignon    | Troisième ligne aile         | France               | AS Montferrand            | 1993            |
| Stéphane Suszylo    | Troisième ligne aile         | France               | US Ussel                  | 1991            |
| Yves Domi           | Troisième ligne aile         | France               | USA Limoges               | 1994            |
| Loïc Van der Linden | Troisième ligne aile         | France               | Rugby club auxerrois      | 1986            |
| François Duboisset  | Troisième ligne              | France               | USA Limoges               | 1992            |
| Alain Carminati     | Troisième ligne              | France               | Castres olympique         | 1994            |
| Bruno Marty         | Demi de mêlée                | France               | Lyon OU                   | 1994            |
| Sébastien Bonnet    | demi de mêlée                | France               | US Ussel                  | 1993            |
| Alain Penaud        | Demi d'ouverture             | France               | Formé au club             | 1987            |
| Alexandre Péclier   | Demi d'ouverture, 3/4 centre | France               | CS Villefranche-sur-Saône | 1994            |
| Gilles Duclos       | 3/4 centre                   | France               | Formé au club             | 1992            |
| Jean-Marie Soubira  | 3/4 centre                   | France               | Formé au club             | 1989            |
| Romuald Paillat     | 3/4 centre, 3/4 aile         | France               | Stade niortais            | 1993            |
| Didier Faugeron     | 3/4 aile                     | France               | Formé au club             | 1982            |
| Alexandre Bouyssié  | 3/4 aile                     | France               | US Caussade               | 1991            |
| Jean-François Viars | 3/4 aile, Arrière            | France               | Stade aurillacois         | 1993            |
| Sébastien Viars     | 3/4 aile, Arrière            | France               | Stade aurillacois         | 1990            |
| Alain Guettache     | Arrière                      | France               | US Fumel                  | 1991            |
| Sébastien Paillat   | Demi d'ouverture, Arrière    | France               | Stade rochelais           | 1993            |

## La saison
| Match | Date         | Compétition              | Tour-Journée | Adversaire            | Lieu | Score   |
| ----- | ------------ | ------------------------ | ------------ | --------------------- | ---- | ------- |
| 1     | 13 août      | Challenge Yves du Manoir | 1re          | CA Bègles-Bordeaux    | D    | 11 – 9  |
| 2     | 20 août      | Challenge Yves du Manoir | 2e           | US Colomiers          | D    | 24 – 6  |
| 3     | 26 août      | Challenge Yves du Manoir | 3e           | Stade toulousain      | E    | 17 – 39 |
| 4     | 3 septembre  | Championnat Groupe A     | 1re          | Stadoceste tarbais    | D    | 44 – 9  |
| 5     | 11 septembre | Championnat Groupe A     | 2e           | RRC Nice              | D    | 26 – 15 |
| 6     | 18 septembre | Championnat Groupe A     | 3e           | Castres olympique     | E    | 28 – 21 |
| 7     | 24 septembre | Championnat Groupe A     | 4e           | Racing Club de France | D    | 29 – 18 |
| 8     | 9 octobre    | Championnat Groupe A     | 5e           | CS Bourgoin-Jallieu   | E    | 14 – 29 |
| 9     | 16 octobre   | Championnat Groupe A     | 6e           | ASM Clermont          | E    | 15 – 13 |
| 10    | 23 octobre   | Championnat Groupe A     | 7e           | Saint-Paul Sports     | E    | 38 – 24 |
| 11    | 30 octobre   | Championnat Groupe A     | 8e           | Stadoceste tarbais    | E    | 36 – 18 |
| 12    | 6 novembre   | Championnat Groupe A     | 9e           | RRC Nice              | E    | 13 - 15 |
| 13    | 13 novembre  | Championnat Groupe A     | 10e          | Castres olympique     | D    | 26 – 18 |
| 14    | 19 novembre  | Championnat Groupe A     | 11e          | Racing Club de France | E    | 13 - 20 |
| 15    | 27 novembre  | Championnat Groupe A     | 12e          | CS Bourgoin-Jallieu   | D    | 5 – 0   |
| 16    | 4 décembre   | Challenge Yves du Manoir | 4e           | CA Bègles-Bordeaux    | E    | 3 - 24  |
| 17    | 11 décembre  | Championnat Groupe A     | 13e          | ASM Clermont          | E    | 12 - 16 |
| 18    | 18 décembre  | Challenge Yves du Manoir | 5e           | US Colomiers          | E    | 15 - 20 |
| 19    | 23 décembre  | Challenge Yves du Manoir | 6e           | Stade toulousain      | D    | 14 - 19 |
| 20    | 8 janvier    | Championnat Groupe A     | 14e          | Saint-Paul Sports     | D    | 57 – 3  |
| 21    | 29 janvier   | Championnat Play-Off     | 1re          | RC Nîmes              | E    | 26 – 6  |
| 22    | 12 février   | Championnat Play-Off     | 2e           | RC Toulon             | D    | 12 - 19 |
| 23    | 26 février   | Championnat Play-Off     | 3e           | Stade toulousain      | E    | 9 - 16  |
| 24    | 12 mars      | Championnat Play-Off     | 4e           | RC Nîmes              | D    | 48 – 12 |
| 25    | 19 mars      | Championnat Play-Off     | 5e           | RC Toulon             | E    | 17 - 26 |
| 26    | 2 avril      | Championnat Play-Off     | 6e           | Stade toulousain      | D    | 27-27   |

## Bilan

### Bilan sportif
| Compétition              | Résultat            | Matchs joués | Victoires | Matchs nuls | Défaites | Points marqués | Points concédés |
| ------------------------ | ------------------- | ------------ | --------- | ----------- | -------- | -------------- | --------------- |
| Championnat              | éliminé en Play-off | 20           | 12        | 1           | 7        | 495            | 325             |
| Challenge Yves Du Manoir | éliminé en poules   | 6            | 2         | 0           | 4        | 84             | 117             |
| Totaux                   | -                   | 26           | 14        | 1           | 11       | 579            | 442             |